# リオ・マヴュバ
リオ・アントニオ・ゾバ・マヴュバ（Rio Antonio Zoba Mavuba, 1984年3月8日 - ）は、アンゴラ沖の公海上で生まれフランス国籍を保持する元サッカー選手。現役時代のポジションはミッドフィールダー（センターハーフ）。クロード・マケレレ2世との評価を受けている。

## 経歴

### 出生
父親はザイール代表として1974年の西ドイツワールドカップに出場したマフリラ・マヴュバ(en)であり、母親はアンゴラ国籍である。アンゴラ内戦中、公海上を航行する船の上で生まれたため、彼のパスポートには出生地が記されておらず、ただ「海上で生まれた」(born at sea)とだけ記載されている。母親は彼が2歳の時に死去し、父親は彼が14歳の時に死去したため、その悲しみを癒すためにサッカーを始めた。彼はフランスで育ち、自身をフランス人であると認識しているため、2004年9月にフランス国籍が与えられた。

### クラブ
FCジロンダン・ボルドーの下部組織で育ち、2004年1月のオリンピック・リヨン戦でトップチームデビューした。2007年7月3日、アレッシオ・タッキナルディを放出したリーガ・エスパニョーラのビジャレアルCFと移籍金700万ユーロ（約11億7000万円）で5年契約を結んだが、2007-08シーズン前半戦は5試合しか出場できず、2008年1月にリールOSCにレンタル移籍した。シーズン終了後に移籍金推定700万ユーロでリールOSCと4年契約を交わし、完全移籍を果たした。

### フランス代表
2004年、トゥーロン国際大会で大会最優秀選手に選出された。2004年8月18日、ボスニア・ヘルツェゴビナ代表戦でフランスA代表デビューした。2006年に出場したUEFA U-21欧州選手権では準決勝でオランダ代表に敗れたが、チームメイトのスティーヴ・マンダンダやジェレミー・トゥラランとともに大会ベストイレブンに選ばれた。2007年のビジャレアルCF移籍後はフランスA代表に招集されていなかったが、2012年8月15日のウルグアイ代表戦で5年ぶりに復帰した

## 個人成績
| シーズン | クラブ        | リーグ                   | リーグ | リーグ |
| シーズン | クラブ        | リーグ                   | 出場   | 得点   |
| -------- | ------------- | ------------------------ | ------ | ------ |
| 2003-04  | ボルドー      | リーグ・アン             | 20     | 1      |
| 2004-05  | ボルドー      | リーグ・アン             | 38     | 0      |
| 2005-06  | ボルドー      | リーグ・アン             | 37     | 0      |
| 2006-07  | ボルドー      | リーグ・アン             | 32     | 0      |
| 2007-08  | ビジャレアル  | プリメーラ・ディビシオン | 5      | 0      |
| 2007-08  | リール (loan) | リーグ・アン             | 17     | 1      |
| 2008-09  | リール        | リーグ・アン             | 36     | 0      |
| 2009-10  | リール        | リーグ・アン             | 35     | 0      |
| 2010-11  | リール        | リーグ・アン             | 38     | 1      |
| 2011-12  | リール        | リーグ・アン             | 38     | 1      |
| 2012-13  | リール        | リーグ・アン             | 19     | 0      |
| 2013-14  | リール        | リーグ・アン             | 33     | 1      |
| 2014-15  | リール        | リーグ・アン             | 30     | 1      |

## 代表歴

### 出場大会
- フランス代表
  - 2014 FIFAワールドカップ

### 試合数
- 国際Aマッチ 13試合 0得点（2004年-2014年）[4]

| フランス代表 | 国際Aマッチ | 国際Aマッチ |
| 年           | 出場        | 得点        |
| ------------ | ----------- | ----------- |
| 2004         | 2           | 0           |
| 2005         | 1           | 0           |
| 2006         | 2           | 0           |
| 2007         | 1           | 0           |
| 2008         | 0           | 0           |
| 2009         | 0           | 0           |
| 2010         | 0           | 0           |
| 2011         | 0           | 0           |
| 2012         | 3           | 0           |
| 2013         | 0           | 0           |
| 2014         | 4           | 0           |
| 通算         | 13          | 0           |

## タイトル

### クラブ
FCジロンダン・ボルドー
クープ・ドゥ・ラ・リーグ 2007
リールOSC
リーグ・アン 2010-2011
クープ・ドゥ・フランス 2010-2011

### 個人
UEFA U-21欧州選手権2006 大会ベストイレブン